# 久野寧
久野寧（日语：／ Kuno Yasu ?，1882年3月30日—1977年12月30日），日本生理學家，以出汗研究、體溫調節研究馳名於世。曾任滿洲醫科大學、名古屋大學教授。日本學士院會員。文化勳章表彰。文化功勞者。
久野教授曾於1936年、1938年、1953年被提名角逐諾貝爾生理學或醫學獎，是滿洲國最初的諾貝爾獎候選人。科學界為紀念他，南極洲的久野岬（Kuno Point）以他命名。

## 生平
1882年3月30日，久野寧誕生於日本愛知縣名古屋市，1930年畢業於愛知縣立醫學專門學校（現·名古屋大學）。
1911年擔任南滿醫學堂（後來改名滿洲醫科大學）教授，1913年赴德國、英國留學。1937年擔任名古屋醫科大學教授，隨著醫科大學改組為帝國大學，1939年開始擔任名古屋帝國大學醫學部教授。
1920年開始從事出汗研究。1936年、1938年、1953年因此被提名為諾貝爾生理學或醫學獎候選人。1941年因此獲得日本學士院獎。

## 榮譽
- 1941年 日本學士院獎
- 1963年 文化勳章
- 1963年 文化功勞者
- 南極洲的久野岬（Kuno Point）

## 著書
- 熱帯生活問題 石書房, 1943年
- 汗 養徳社, 1946年
- 気候と人生 創元社, 1949年（百花文庫）
- 汗の話 光生館, 1963年